# Philippe de Champaigne
Philippe de Champaigne (Bruxelas, 26 de maio de 1602 — Paris, 12 de agosto de 1674), foi um pintor francês de origem flamenga. Estudou em Bruxelas, sua cidade natal, mas em 1621 se mudou para Paris e alguns anos mais tarde tornou-se um cidadão francês naturalizado. Era o mais famoso e brilhante retratista da França do século XVII, a serviço de Luís XIII e Maria de Médici. Ele é particularmente lembrado por um auto-retrato, conhecido através de cópias, e de dois retratos do cardeal Richelieu, que transmitem a essência da personalidade, renunciando ao esteticismo e ao enobrecimento, característicos do retrato barroco. Também são suas obras religiosas, em particular para o convento jansenista de Port-Royal des Champs, seita que exerceu uma grande influência sobre ele no final de sua vida, também por causa de sua filha, que era freira. Nos últimos anos de sua carreira, a nota dominante de seu estilo foi a austeridade. O pintor influenciou-se pelo jansenismo depois que sua filha, vítima de paralisia, foi milagrosamente curada. Em seguida, pintou a célebre e atípica Ex Voto, em 1662. Esta pintura, agora no Louvre, representa a filha do artista com sua madre superiora, Agnès Arnauld.